# ان‌جی‌سی ۳۵۹۳
ان‌جی‌سی ۳۵۹۳ (انگلیسی: NGC 3593)، یک کهکشان عدسی شکل است که در صورت فلکی شیر واقع شده است. این کهکشان جزو کهکشان‌های ستاره‌فشان بوده و سرعت تولید ستاره‌های جدید در آن بالا است. این فرایند در نوار گازی دور هسته مرکزی به وقوع می‌پیوندد.